# پرسکات ولی (آریزونا)
پرسکات ولی (به انگلیسی: Prescott Valley) شهری در شهرستان یاواپی ایالت آریزونا است که در سرشماری سال ۲۰۱۰ میلادی، ۳۸٬۸۲۲ نفر جمعیت داشته است. پرسکات ولی، به‌طور رسمی در تاریخ ۱۹۷۸ میلادی به‌عنوان یک شهر شناخته شد.